# شل یواس‌ای
شل یواس‌ای (به انگلیسی: Shell USA) شرکت نفت و گاز آمریکایی است، که زیرمجموعه و شعبه شل در ایالات متحده آمریکا می‌باشد.
این شرکت در زمینه توسعه و تولید نفت خام و گاز طبیعی، بازاریابی فراورده‌های نفتی، همچنین تولید محصولات پتروشیمی فعالیت می‌کند.
شرکت شل آمریکا با در اختیار داشتن بیش از ۲۵،۰۰۰ جایگاه پمپ بنزین در ایالات متحده، مالک بزرگترین شبکه عرضه سوخت در این کشور می‌باشد. شمار کارکنان این شرکت حدود ۲۲٬۰۰۰ نفر است و دفتر مرکزی آن در هیوستون، تگزاس قرار دارد.